# Monthelon (Saône-et-Loire)
Monthelon település Franciaországban, Saône-et-Loire megyében. Lakosainak száma 375 fő (2022. január 1.). Monthelon Tavernay, Autun, Brion, La Grande-Verrière, Laizy és La Celle-en-Morvan községekkel határos.

## Népesség
A település népességének változása:
| Lakosok száma | 390  | 386  | 400  | 384  | 383  | 381  | 384  | 382  | 375  |
|               | 2013 | 2015 | 2016 | 2017 | 2018 | 2019 | 2020 | 2021 | 2022 |